# Język guugu yimithirr
Język guugu yimithirr – język australijski, język ojczysty ludu Guugu Yimithirr z północnego Queensland. Obecnie większość jego użytkowników żyje w misji w Hopevale.

## Etymologia nazwy
Słowo guugu oznacza „mowa, język”. Yimithirr (albo yumuthirr) oznacza „posiadanie yimi”, a samo yimi to słowo oznaczające „to”, a więc yimithirr oznacza „posiadanie tego”. Używanie słowa yi(mi) w znaczeniu „to" wyróżniało lud Guugu Yimithirr na tle ludów australijskich. Element guugu i zwyczaj nazewniczy oparty na pewnym słowie wyróżniającym można znaleźć w wielu innych językach.
Nazwa ta występuje w wielu innych wariantach zapisu, m.in.: gogo-yimidjir, gugu-yimidhirr, gugu yimithirr, guugu yimidhirr, guguyimidjir (używana w publikacjach Ethnologue), gugu yimijir, kukuyimidir, koko imudji, koko yimidir, kuku jimidir, kuku yimithirr i kuku yimidhirr.

## Lokalizacja
Pierwotne terytorium funkcjonowania języka guugu yimithirr było ograniczone: na północy przy ujściu rzeki Jeannie – językiem guugu nyiguudji, na południu przy rzece Annan – językiem guugu yalandji, na zachodzie językiem guugu warra (dosłownie „zła mowa”) lub językiem lama-lama. Współczesne miasto Cooktown znajduje się w obrębie tego terytorium.

## Dialekty
Guugu yimithirr pierwotnie składał się z kilku dialektów, ale nawet nazwy większości z nich nie są już obecnie znane. Obecnie wyróżnia się dwa główne dialekty: dialekt przybrzeżny nazywany dhalundirr (z morzem) i dialekt śródlądowy nazywany waguurrga (z zewnątrz). Misja używa dialektu przybrzeżnego do tłumaczenia hymnów i opowieści biblijnych, więc część jego słów obecnie ma religijne znaczenia, których odpowiedników brakuje w dialekcie śródlądowym.

## Historia

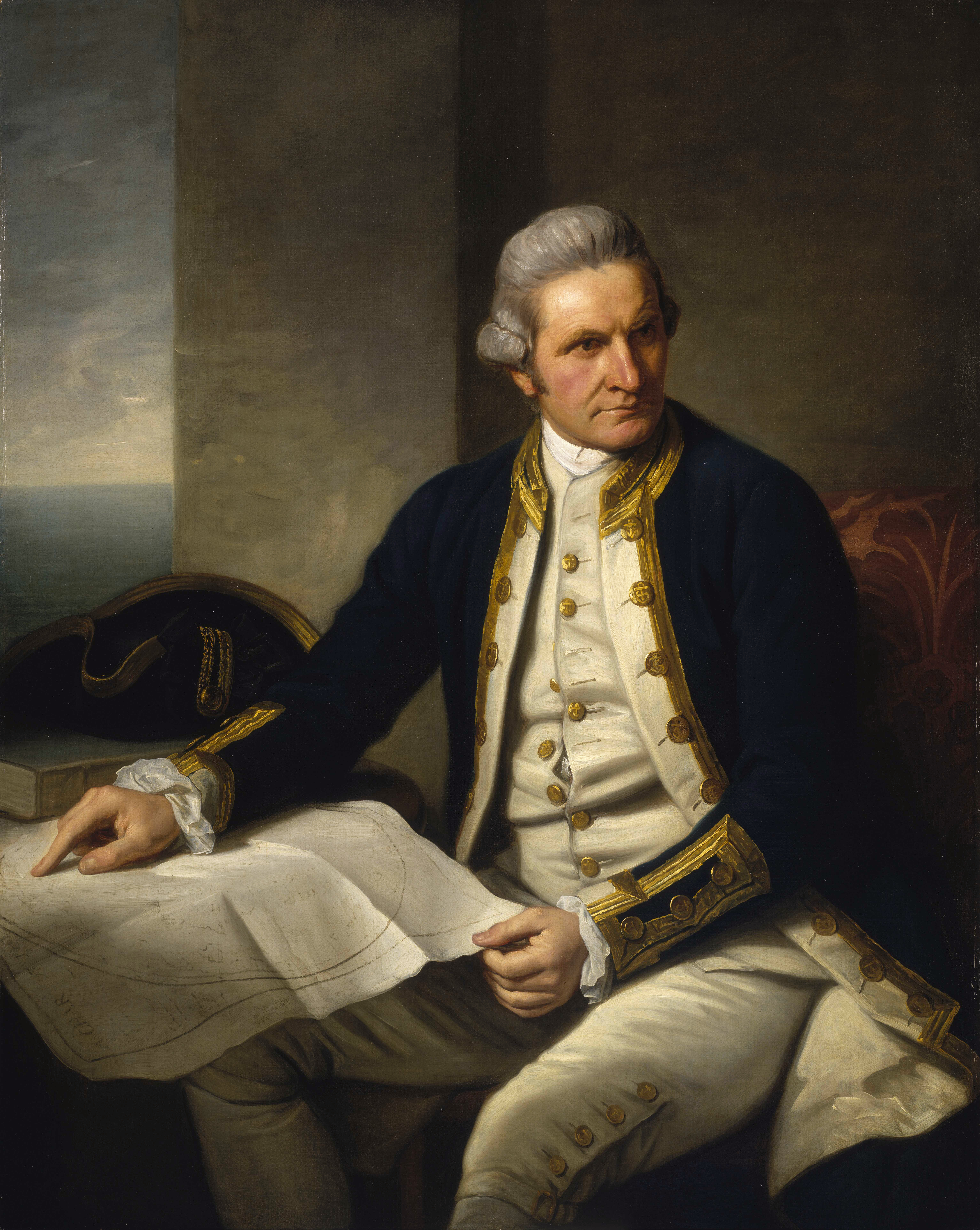
James Cook

W 1770 r. guugu yimithirr stał się pierwszym językiem Aborygenów, który został zapisany, kiedy porucznik (później kapitan) James Cook i jego załoga zanotowali słowa, podczas gdy ich statek Endeavour był reperowany po znalezieniu się na mieliźnie Wielkiej Rafy Koralowej. Joseph Banks opisuje ten język jako „zupełnie inny od języka Wyspiarzy, brzmi bardziej z angielska z jego lekką surowością, której nie można nazwać ochrypłością”.
Zapisano następujące słowa:
- ganguuru (IPA: /ɡaŋuru/) (zapisane jako kangooroo lub kanguru) oznaczające kangura olbrzymiego lub szarego, które stało się angielskim określeniem na wszystkie kangury,
- dhigul (zapisane przez Banksa jako Je-Quoll), oznaczające niełaza plamistego.

## Fonetyka i fonologia

### Samogłoski
|           | przednie | tylne |
| --------- | -------- | ----- |
| zamknięte | i ː      | u ː   |
| otwarte   | a ː      | a ː   |

Krótkie /u/ może być rozumiane jako niepełne [ɯ], a nieakcentowane /a/ może być zredukowane do [ə].

### Spółgłoski
| dwuwargowe | miękkopodniebienne | podniebienne | zębowe | dziąsłowe | z retrofleksją |   |
| ---------- | ------------------ | ------------ | ------ | --------- | -------------- | - |
| zwarte     | b                  | ɡ            | ɟ      | d̪         | d              | ɖ |
| nosowe     | m                  | ŋ            | ɲ      | n̪         | n              | ɳ |
| boczne     |                    |              |        |           | l              |   |
| drżące     |                    |              |        |           | r              | ɻ |
| półotwarte | w                  | w            | j      |           |                |   |

Spółgłoski zwarte są najczęściej bezdźwięczne i nieprzydechowe początkowo i po krótkich samogłoskach, a dźwięczne po spółgłoskach i długich samogłoskach.
Spółgłoski z retrofleksją [ɖ ɳ] mogą nie być pojedynczymi fonemami, ale skupiskiem /ɻd ɻn/. Jednakże jest co najmniej jedno słowo, które dla starszych użytkowników, ma wyraźną początkowo-słowną retrofleksję: „biec”, które jest [ɖudaː] lub [ɖuɖaː].
Spółgłoska /r/ jest normalnie spółgłoską uderzeniową [ɾ], ale może być drżącą w stanowczej mowie.

### Fonotaktyka
Wszystkie słowa, z wyjątkiem paru wtrąceń, zaczynają się od spółgłoski. Spółgłoska może być zwarta, nosowa lub półotwarta (to jest /l r ɻ/ nie pojawiają się na początku).
Słowa mogą kończyć się i samogłoską, i spółgłoską. Dozwolone spółgłoski kończące słowo to /l r ɻ j n n̪/. 
W obrębie słów mogą występować każde spółgłoski, tak samo jak gromada do trzech spółgłosek, które nie mogą być początkowymi lub końcowymi.

## Gramatyka
Podobnie jak wiele innych języków australijskich, guugu yimithirr ma biernikową morfologię zaimków, natomiast inne rzeczowniki mają ergatywną morfologię. To znaczy, że słowo nieprzechodnie ma taką samą formę podmiotu jak słowo przechodnie, jeśli podmiot jest zaimkiem, ale takiej samej formy jak dopełnienie słowa przechodniego.
Bez względu na to rzeczowniki lub zaimki są używane, najczęstszy szyk zdania to podmiot dopełnienie orzeczenie (SOV).